# Distrito de Mollepata
El Distrito peruano de Mollepata es uno de los 9 distritos de la Provincia de Anta, ubicada en el Departamento de Cusco,  bajo la administración el Gobierno regional del Cuzco.

## Historia
Oficialmente, el distrito de Mollepata fue creado el 29 de abril de 1929 mediante Ley 6623 dada en el gobierno del Presidente Augusto Leguía.

## Geografía
La capital es el poblado de Mollepata, situado a 2 976 m s. n. m., está ubicada a 90 km de la ciudad imperial del Cusco.
IE Mollepata - Izcuchaca Cusco Perú

## Autoridades

### Municipales
- 2019 - 2022[2]
  - Alcalde: Juan Carlos Almirón Concha, del Partido Democrático Somos Perú.
  - Regidores:

  1. Jesús Huaytará Estrada (Partido Democrático Somos Perú)
  2. Guimela Pérez Mayhua (Partido Democrático Somos Perú)
  3. Cintia Yanet Sotelo Chávez (Partido Democrático Somos Perú)
  4. Saturnino Aquise Quiñones (Partido Democrático Somos Perú)
  5. Sorayda Sotelo Serpa (Democracia Directa)

Alcaldes anteriores
- 1929-1934: Francisco Becerra Olarte
- 1934-1936: Manuel Becerra Olarte
- 1936-1937: Luis B. Jordan Gonzales
- 1937-1939: Domingo Anaya A.
- 1939-1940: Luis B. Jordan Gonzales
- 1940-1943: Abel Montes Esquivias
- 1943-1948: Domingo Anaya A.
- 1948-1950: Aurelio chacon Contreras
- 1950-1952: Horacio Tamayo Vega
- 1952-1955: Francisco Olarte Orellana
- 1955-1957: Abel Montes Esquivias
- 1957-1959: Leonidas Orellana Lizarraga
- 1959-1959: Alfredo Chacon Yépez
- 1959-1960: Renato Olarte Vega
- 1960-1961: Horacio Tamayo Vega
- 1961-1963: Luis B. Jordan Gonzales
- 1963-1963: Abel Montes Esquivias
- 1963-1964: Ángel Mateo Alta Yupanqui Chamorro
- 1964-1966: Ignacio Santa Cruz Inaya
- 1967-1969: Raúl Montes Chacon
- 1970-1971: José Manuel Flores Estrada
- 1971-1973: Romero Chacon Becerra
- 1973-1975: Ignacio Santa Cruz Anaya
- 1975: Nora Chacon de Chávez
- 1990-1992: Santiago Quintana Chávez
- 1993-1995: Valerio Sotelo Davalos
- 1996-2002: Joge Pinares
- 2003-2006: Bernardino Flores Velazque
- 2007-2014: Marco Antonio Chacón Delgado
- 2015-2018:[3] Enrique Zuniga Velasque

### Policiales
- Comisario:

## Atractivos turísticos
Actualmente está siendo promovida bastante por la actividad turística, ya que  es un camino alterno que conduce al Maravilla del Mundo MACHUPICCHU, dicho camino ofrece paisajes extraordinarios como las visitas de Montaña al nevado Salkantay y la laguna de Humantay ubicados en el Distrito de Mollepata, provincia de Anta del Departamento del Cusco.
También las ruinas de Choquequirao ubicados en el Sector de Maranpata, distrito de Mollepata, provincia de Anta del Departamento del Cusco, la cual ofrece una amplia vegetación y Ruinas ubicadas en lo alto de la montaña.

## Religión
La Provincia de Anta desde el punto de vista de la jerarquía eclesiástica está comprendida en la Arquidiócesis del Cusco.

## Festividades
- Fiestas Patrias.
- Señor de la Exaltación
- aniversario de Mollepata